# Ophichthus rufus
L'Ophichthus rufus Rafinesque, 1810, noto in italiano come biscia di mare rosa, è un pesce osseo marino della famiglia Ophichthidae.

## Distribuzione e habitat
Si tratta di una specie limitata al mar Mediterraneo ed alla parte di Oceano Atlantico immediatamente contigua allo stretto di Gibilterra. È piuttosto rara nei mari italiani.
Vive infossata in fondali fangosi del piano circalitorale tra 50 e 300 metri di profondità.

## Descrizione
Come tutti gli anguilliformi ha corpo serpentiforme ed è privo delle pinne ventrali. La bocca è ampia e supera di un buon tratto l'occhio. Il muso è rotondeggiante, non appuntito. I denti sono appuntiti e rivolti indietro. L'occhio è piccolo e coperto di pelle trasparente. La narice anteriore ha un tubulo posto sulla punta del muso. La pinna dorsale e la pinna anale (inserita molto più indietro e molto più corta) si interrompono prima dell'estremità caudale del corpo, che è senza pinna, appuntita ed irrigidita. 
Il colore è bruno giallastro sul dorso più chiaro sul ventre, la testa è finemente punteggiata di bruno rossastro. Le pinne sono prive di colore.
Raggiunge i 60 cm al massimo.

## Biologia

### Alimentazione
Caccia pesci ed invertebrati bentonici.

### Riproduzione
Si riproduce a fine estate, la larva è un leptocefalo.

## Pesca
Si prende, occasionalmente, con le  reti a strascico e con i palamiti. 
Le carni sono buone ma piene di lische, in alcune zone della Sicilia vengono usate per il brodo di pesce.

## Specie affini
Il pesce serpente macchiato (Ophichthus ophis (Linnaeus, 1758)) è una specie dello stesso genere presente lungo le coste atlantiche tropicali dell'Africa occidentale. Se ne ha una segnalazione, probabilmente errata, da Nizza. Il colore è bruno chiaro con larghe macchie scure sparse su tutto il corpo, più fitte e piccole sulla testa. Raggiunge il metro e mezzo di lunghezza.